# Polystachya lejolyana
Espèce
Polystachya lejolyana Stévart est une espèce de plantes à fleurs de la famille des Orchidaceae (les orchidées) et du genre Polystachya, présente au Cameroun et au Gabon.

## Étymologie
Son épithète spécifique lejolyana rend hommage au botaniste belge Jean Lejoly.

## Distribution
D'abord considérée comme endémique du Gabon, où elle a été collectée en 2002 aux monts de Cristal, elle a ensuite été observée au sud du Cameroun, à Akom II, sur la route reliant Kribi à Ebolowa.

## Habitat
C'est une plante épiphyte que l'on trouve en forêt de basse altitude, entre 600 et 650 m.

## Écologie
La déforestation déjà constatée dans cette région du Cameroun risque d'être encore aggravée par le développement du nouveau port de Kribi, car les coûts de transport du bois destiné à l'exportation y seront moins élevés qu'à partir d'autres régions, comme l'Est par exemple. L'espèce peut donc être considérée comme menacée (EN).